# Solomon (okręg Sălaj)
Solomon – wieś w Rumunii, w okręgu Sălaj, w gminie Gârbou. W 2011 roku liczyła 357 mieszkańców.